# Rallycross

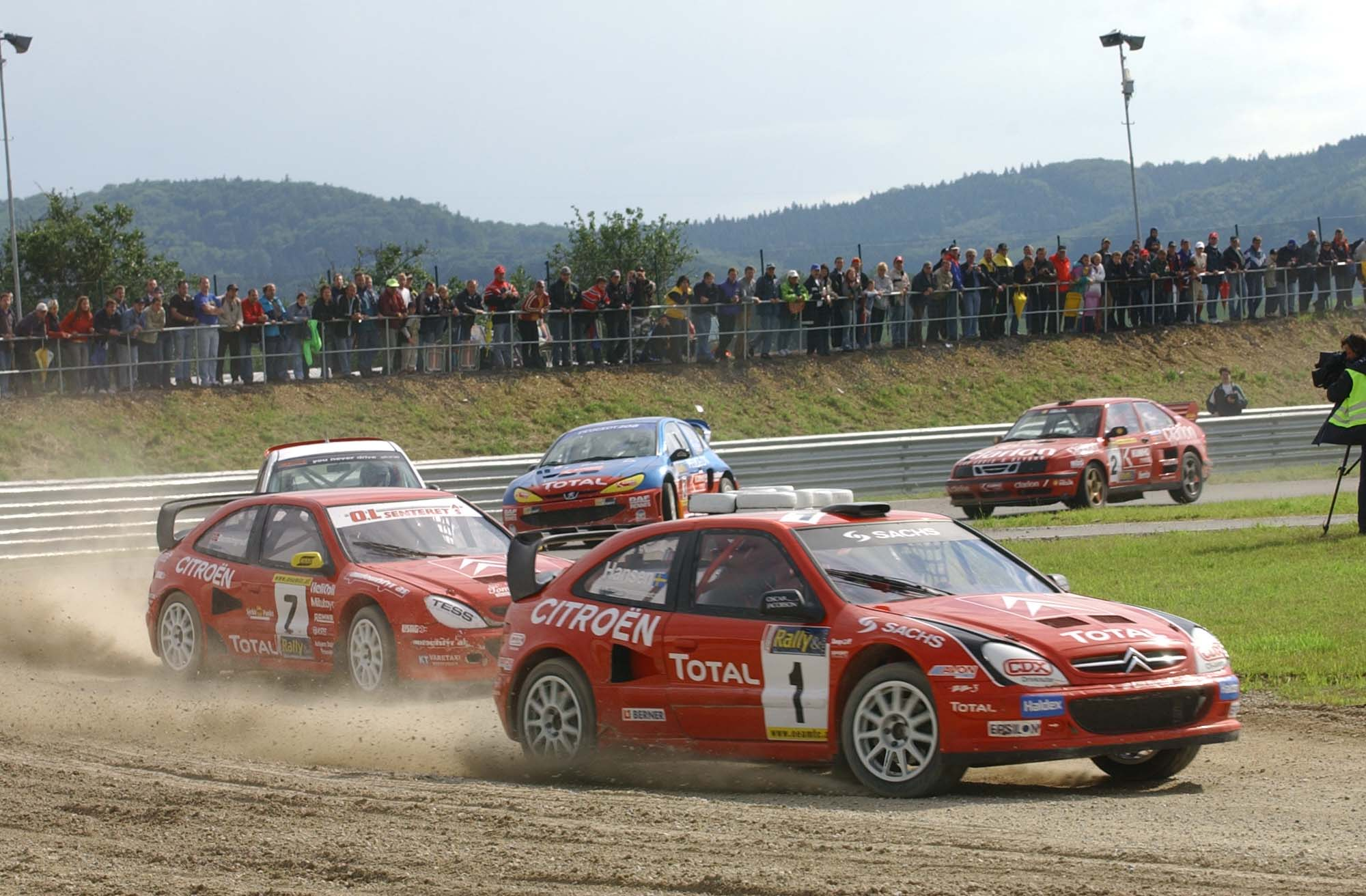
Il 14 volte campione europeo Kenneth Hansen su una Citroën Xsara alla testa di una gara di qualifica nel 2004

Il rallycross è un tipo di competizione automobilistica in cui auto modificate si sfidano su circuiti caratterizzati dall'alternanza di superfici asfaltate e sterrate. Le auto, simili a quelle utilizzate nei rally, sono derivate da modelli stradali e preparate appositamente per la specialità. I piloti di alto livello guidano supercar con oltre 600 CV, capaci di accelerare da 0 a 100 km/h in meno di due secondi. Invece di gareggiare contro il cronometro, 2, 4 o 6 auto corrono contemporaneamente su un percorso stretto, tortuoso e pieno di salti. Un tipico evento di rallycross comprende una serie di brevi gare della durata di circa 5-10 minuti ciascuna, in cui normalmente si fanno tra i 4 e i 6 giri di pista. Questo sport è diffuso soprattutto nei paesi del nord Europa, nei Paesi Bassi, in Belgio, in Francia, in Gran Bretagna e negli Stati Uniti, dove però le gare hanno altri tipi di restrizione.

## Storia

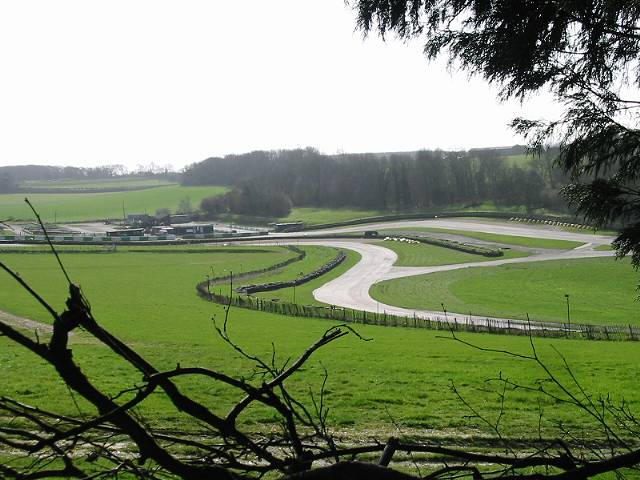
Il circuito di Lydden, sede del primo rallycross

### Le origini
Questo sport è iniziato come uno show televisivo, realizzato dal produttore Robert Reed dell’emittente televisiva ABC per il programma World of Sport di ITV, che debuttò sabato 4 febbraio 1967 sul circuito di Lydden in Gran Bretagna. Il primo rallycross vero e proprio è stato organizzato da Bud Smith e dal 750 Motor Club con il contributo del proprietario del circuito di Lydden, Bill Chesson, e fu vinto dal futuro pilota di Formula 1 Vic Elford al volante di una Porsche 911 di serie fornitagli dall'importatore britannico AFN, davanti a Brian Melia con la sua Ford Lotus Cortina e a Tony Fall a bordo di una BMC Mini Cooper S.
Dopo quell'evento inaugurale, a Lydden, l'11 marzo e il 29 luglio, si svolsero altri due test preliminari e il 23 settembre prese il via il primo campionato nazionale britannico chiamato World of Sport Rallycross Championship e trasmesso su ITV. La stagione contò un totale di sei prove (tre a Lydden e tre a Croft) e alla fine il titolo andò all'inglese Tony Chappell (Ford Escort Twin Cam) che, con una vittoria nell'ultima gara il 6 aprile 1968 a Lydden, diventò il primo campione britannico di rallycross.
Dopo un anno e diversi eventi di rallycross sui circuiti di Lydden e Croft, la BBC inserì il giovane sport nel suo programma Grandstand, mentre ITV ne sospese la programmazione dopo le Winter Series 1968/69. Nel 1969 al circuito di Lydden e a quello di Croft si aggiunse un’ulteriore location per il rallycross, quella di Cadwell Park nel Lincolnshire. Tuttavia, mentre sia Lydden che Croft ospitano ancora oggi il rallycross, Cadwell Park ha successivamente cancellato questo tipo di corse automobilistiche dal suo programma.

### Il rallycross nei Paesi Bassi
Rob Herzet (AVRO), l’omologo olandese di Robert Reed, scoprì il rallycross nel 1968 durante un suo viaggio in Gran Bretagna e immediatamente comprese il suo potenziale televisivo. A quel tempo c’erano quasi dieci milioni di inglesi che seguivano alcuni degli eventi dalla televisione. Tornato nei Paesi Bassi, Herzet contattò il pilota e giornalista automobilistico Gerard van Lennep per discutere della sua scoperta. Entrambi convennero sul fatto che questa forma di sport automobilistico poteva essere interessante anche per il pubblico olandese. Van Lennep iniziò presto le sue ricerche e trovò un terreno utilizzato per esercitazioni militari vicino alla città di Venlo, verso il confine con la Germania. 
Sabato 17 maggio 1969 un gruppo di piloti fu invitato in loco per una giornata di test. Tutti quanti si dissero soddisfatti e entusiasti e solo tre settimane dopo, sabato 7, giugno si disputò il primo evento di rallycross sul continente europeo. La pista comprendeva parti su strada asfaltata, tratti liberi attraverso i campi e un avvallamento di circa 40 metri di lunghezza e 10 di profondità, precedentemente utilizzato per i test dei carri armati. Nonostante il terreno morbido dei campi e il fango accumulato nell'avvallamento ostacolarono la maggior parte dei concorrenti, o almeno le loro automobili piuttosto datate, l’evento fu divertente e suscitò l’interesse del pubblico televisivo. La vittoria alla fine andò a Hans Kok e alla sua NSU Prinz 1200 TT.
La rete televisiva olandese AVRO diede allora via libera a Rob Herzet per la realizzazione di altri tre eventi sotto il nome di Trofeo AVRO e il 16 agosto dello stesso anno il pilota della NSU, Hans Kok, conquistò il primo titolo nazionale olandese di rallycross. Il 1º novembre fu fondata la Dutch Rallycross Association, che nel corso del 1970 organizzò altri cinque eventi a Venlo. Nel 1971 il Nederlandse Rallycross Vereniging (NRV) spostò questo sport nella sua nuova casa continentale di Valkenswaard, vicino a Eindhoven. L’Eurocircuit venne inaugurato sabato 17 aprile con una gara vinta da Jan de Rooy e dalla sua famosa DAF 55 coupé 4WD e divenne il primo tracciato al mondo ad essere interamente progettato e costruito esclusivamente per il rallycross.

### Il rallycross in Australia
Il rallycross arrivò in Australia nel 1969 con una manifestazione a Leppington nel Nuovo Galles del Sud. Altri eventi si svolsero al Calder Park Raceway di Melbourne fino alla metà degli anni '70 e al Catalina Park di Katoomba dal 1972 fino ai primi anni '80, ma dopo un breve periodo di successo questo sport scomparve dall'Australia. Tra i piloti, specialmente Peter Brock raccolse un buon seguito di pubblico alla guida della sua Holden Torana GTR sovralimentata, contribuendo alla diffusione, seppur temporanea, di questo sport in Australia.
La prima e unica edizione del campionato australiano di rallycross si tenne sul circuito di Tailem Bend il 24 giugno 1979 e fu vinta da Larry Perkins, al volante di un Volkswagen Beetle del team Kruger Motors.
Nel 2015 un gruppo di appassionati tentò di rilanciare il rallycross in Australia con un progetto chiamato Extreme Rallycross Championship costituito da sette eventi che si sarebbero dovuti tenere tra agosto 2015 e febbraio 2016 a Brisbane, Sydney, Melbourne e Adelaide. Tuttavia, la serie fu sospesa dopo un solo evento e annullata per mancanza di iscrizioni.

## Stati Uniti X Games
Il maggior evento di rallycross è costituito dagli X Games. Agli X Games numero 16 (2010), fu introdotta una formula denominata Super Rally.
Nel 2011 è nata la Global RallyCross Championship.

## Global RallyCross Championship
La Global Championship è un campionato che ha avuto inizio nel 2011 con cinque turni in Irwindale, California, Snoqualmie, Fountain e gli X Games 17 che si svolgano per le strade di Downtown a Los Angeles, CA.
La serie ha diversi piloti noti come Tanner Foust, Ken Block, Travis Pastrana, Marcus Grönholm, Rhys Millen, Dave Mirra, Brian Deegan, il francese Stéphane Verdier, lo svedese Michael Jernberg e il britannico Liam Doran.
Gli eventi sono trasmessi dall'emittente ESPN.

## Vedi anche
- Campionato del mondo rallycross
- Campionato europeo rallycross